# إدوارد بلوم
إدوارد بلوم (بالإنجليزية: Edward Blum) هو مهندس معماري أمريكي، ولد في 24 سبتمبر 1876 في باريس في فرنسا، وتوفي في 26 مارس 1944 في Sunnyside, Queens ‏ في الولايات المتحدة.